# 陕南村
陕南村也称陕南邨，曾称亚尔培公寓或金亚尔培公寓（英語：King Albert Apartments），是位于上海市黄浦区陕西南路151-187号的一处公寓里弄，处于陕西南路、复兴中路路口的东北角，毗邻上海文化广场。1994年入选第二批上海市优秀历史建筑。

## 历史
亚尔培公寓得名于其所处的亚尔培路（现为陕西南路），1930年由天主教比利时圣母圣心会（在内蒙古一带传教）设在上海的办事处（俗称帐房）普爱堂投资建造，并于同年竣工，设计者为比利时设计师列文。中國共產黨接管上海后亚尔培公寓随陕西南路改名陕南村至今。
陕南村在建成之初即为高档公寓，抗战前全部由外国人居住。但是在此之后亦居住有众多名人。曾居住于此的名人有：
- 新闻学家、摄影学家舒宗侨
- 电影演员王丹凤
- 散文家、记者容鼎昌[2]

陕南村时常迎来外宾参观，其中包括比利时王储菲利普，他于2010年6月造访了陕南村。

## 建筑概况
陕南村占地1.7公顷，建筑面积2.3万平方米，由16栋几乎一模一样的四层砖木结构公寓住宅组成，每幢包含两个相同的单元，对称地分布在东西两侧。建筑采用蛙形点状式平面，这在丰富建筑造型的同时亦增加了朝南房间的数量，以改善采光。屋面为红砖瓦多坡屋面，并配有三对大小不一的烟囱。立面则以红砖在淡黄色水泥墙面上构建线条、菱形、矩形等几何图形。因所处地块不规则，且这些建筑高度、体量相似，为避免干扰通风、采光，各建筑有意错开布置。由于布置得当，建筑间的空地宽敞，设有水泥车道和绿化。

## 图片集

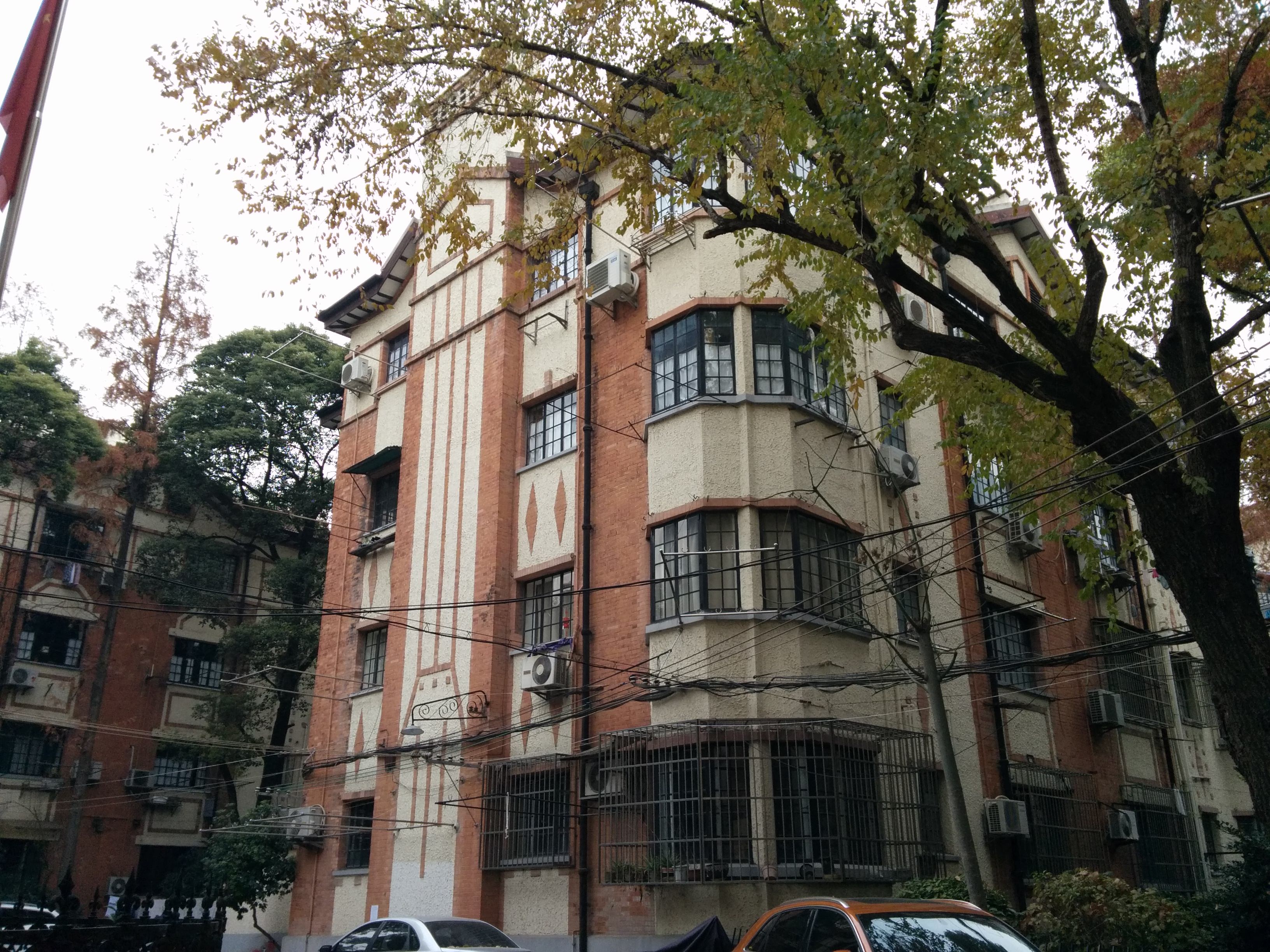
陕南村
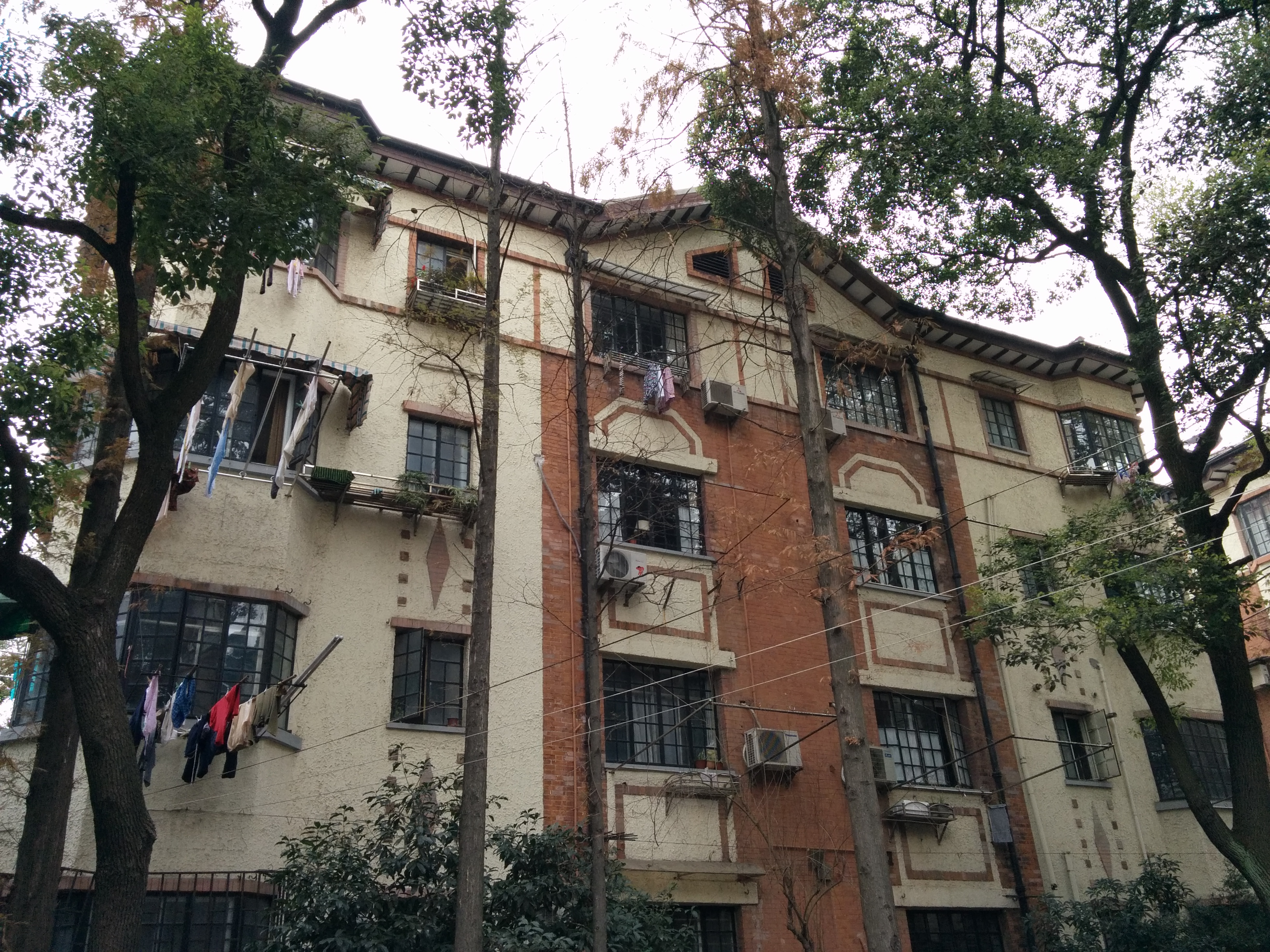
陕南村一栋公寓楼立面
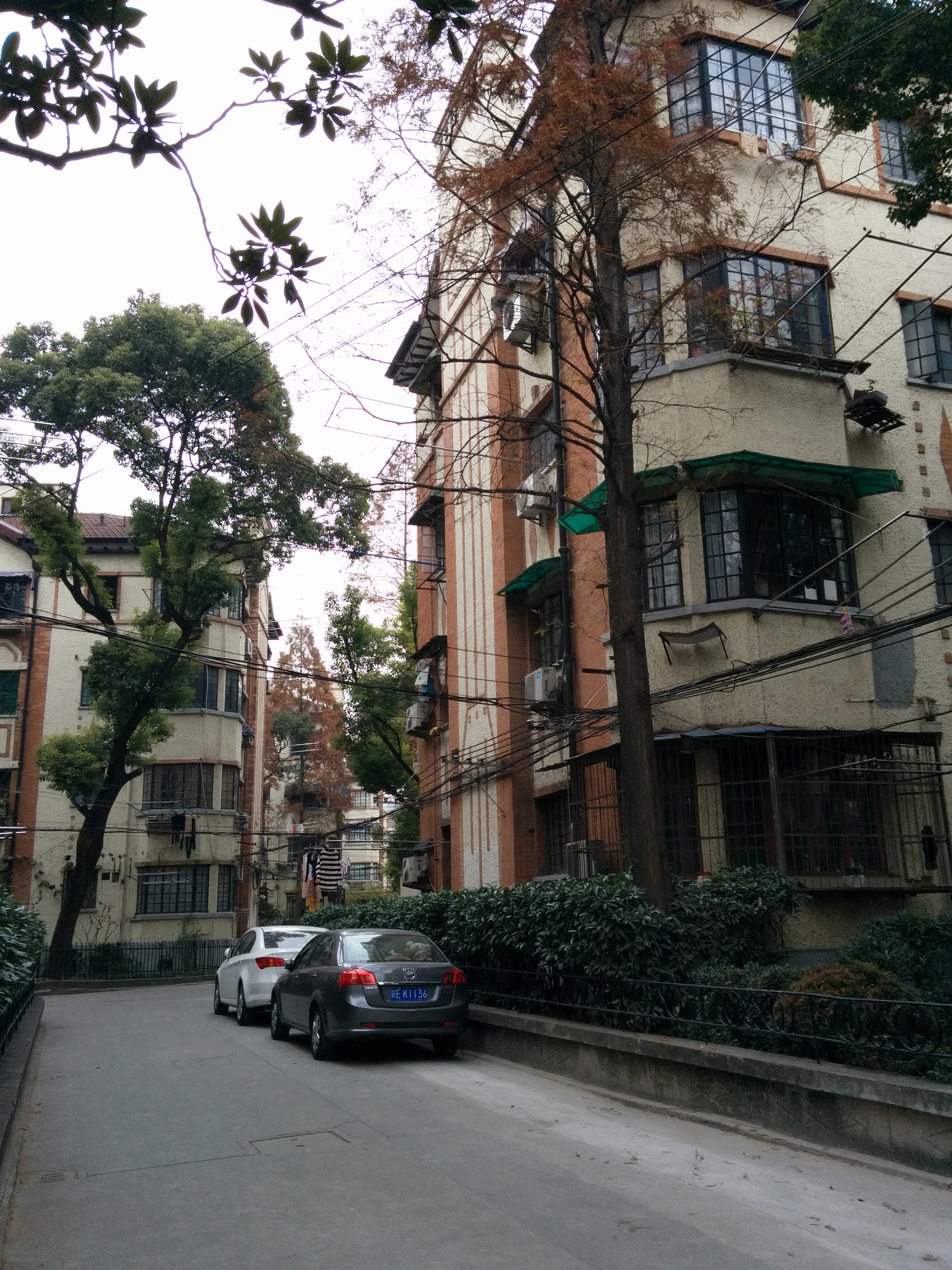
陕南村一条弄堂
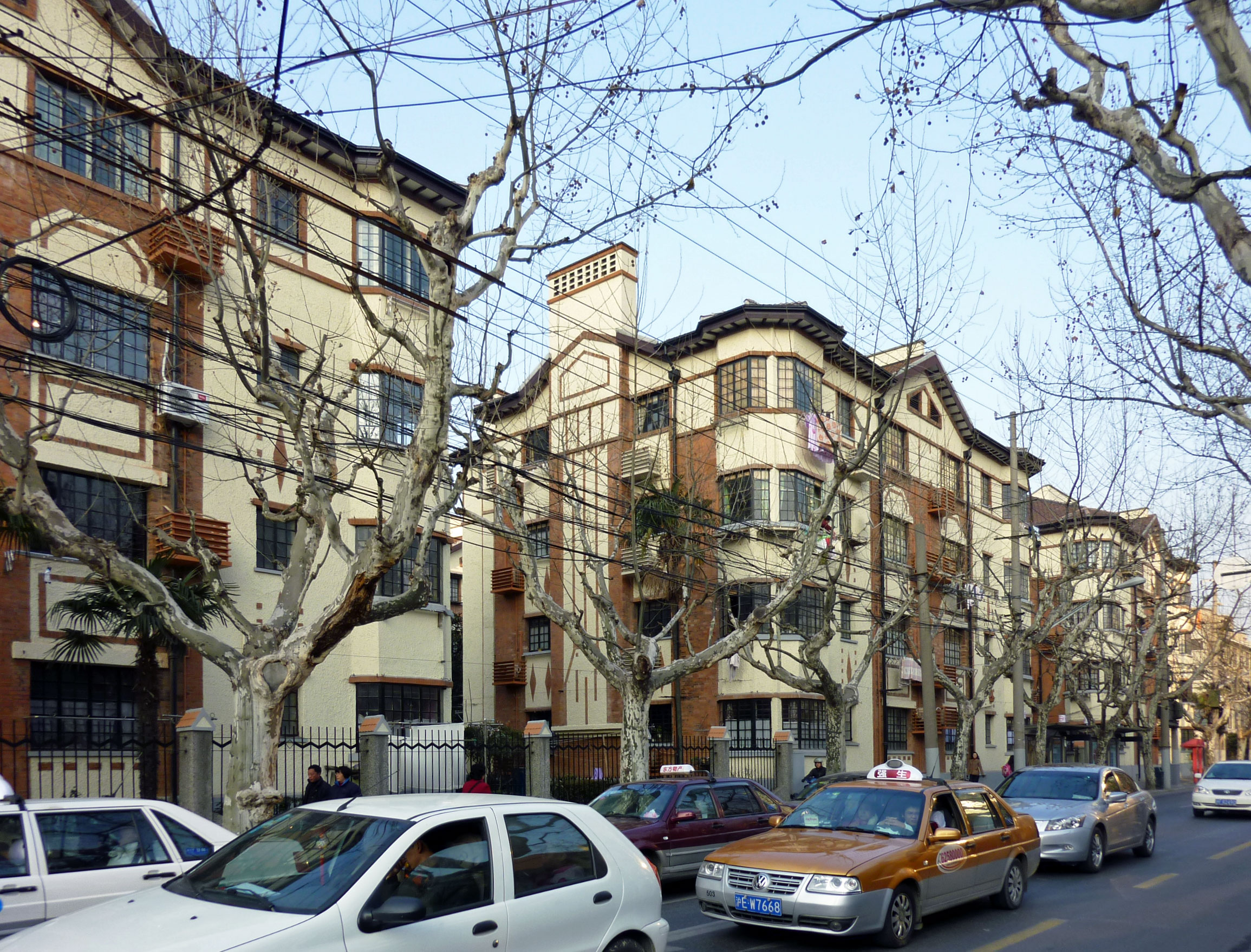
2010年的陝南村